# Lázaro Cárdenas, Tabasco
Lázaro Cárdenas är en ort i Mexiko.   Den ligger i kommunen Centla och delstaten Tabasco, i den sydöstra delen av landet, 700 km öster om huvudstaden Mexico City. Lázaro Cárdenas ligger 6 meter över havet och antalet invånare är 905.
Terrängen runt Lázaro Cárdenas är mycket platt. Havet är nära Lázaro Cárdenas norrut. Runt Lázaro Cárdenas är det ganska tätbefolkat, med 70 invånare per kvadratkilometer. Närmaste större samhälle är Ignacio Allende, 12,8 km öster om Lázaro Cárdenas. Trakten runt Lázaro Cárdenas består huvudsakligen av våtmarker.